# Steatocranus casuarius
Steatocranus casuarius é uma espécie de ciclídeo reofílico nativo do Lago Malebo e do Rio Congo. Ele usa cavernas para a desova. Esta espécie pode atingir um comprimento de 10 centímetros. Esta espécie também pode ser encontrada no comercio de peixes de aquário.